# Leptocerus maroccanus
Leptocerus maroccanus är en nattsländeart som beskrevs av Dakki 1982. Leptocerus maroccanus ingår i släktet Leptocerus och familjen långhornssländor. Inga underarter finns listade i Catalogue of Life.